# Eastwind Airlines
Pour les articles homonymes, voir Eastwind Airlines (homonymie).
Eastwind Airlines était une compagnie aérienne créée en 1995 et qui cessa ses opérations en 1999 à la suite de difficultés financières. La compagnie fusionna avec Continental Airlines.
Elle était basée à Trenton dans le New Jersey et à Greensboro en Caroline du Nord.

## Flotte

Un Boeing 737-200 de Eastwind Airlines en 1998.

Eastwind Airlines possédait cinq avions, tous des Boeing 737 :
- Trois Boeing 737-200
- Deux Boeing 737-700

## Destinations
- Caroline du Nord :  Greensboro (Hub)
- Floride : Fort Lauderdale, Jacksonville, Orlando, Palm Beach, St. Petersburg, Tampa
- Géorgie : Atlanta
- Massachusetts : Boston
- New Jersey: Trenton (hub principal)
- New York : New York, Rochester
- Pennsylvanie : Philadelphie, Pittsburgh
- Rhode Island : Providence
- Virginie : Richmond, Washington

## Incidents
- Vol Eastwind Airlines 517